# مطار كوتشين
مطار كوتشين الدولي (إياتا:COK / إيكاو:VOCI) هو مطار يقع في مدينة كوتشين في كيرلا جنوب الهند. يقع مطار كوشين الدولي في نيدومباسيري، على بعد حوالي 25 كم (16 ميل) شمال شرق المدينة، وهو المطار الأول في الهند الذي تم تطويره في إطار نموذج الشراكة بين القطاعين العام والخاص (PPP) وتم تمويله من قبل ما يقرب من 10,000 من الهنود غير المقيمين من 32 دولة.
هو المطار الأكثر ازدحامًا والأكبر في ولاية كيرالا ورابع أكبر مطار في جنوب الهند. اعتبارًا من عام 2019 تمر مطار كوشين الدولي 61.8٪ من إجمالي حركة المسافرين الجوية لولاية كيرالا. وهو رابع أكثر المطارات ازدحامًا في الهند من حيث حركة المرور الدولية وكذلك ثامن أكثر المطارات ازدحامًا بشكل عام. اعتبارًا من عام 2023 ، يخدم مطار كوتشي أكثر من 25 شركة طيران تنقل الركاب إلى 31 وجهة دولية و22 وجهة محلية.
يشغل المطار ثلاثة محطات ركاب ومحطة شحن واحدة، مبنى الركاب رقم 3 هو واحد من أكبر المحطات في الهند. في 18 آب / أغسطس 2015، أصبح مطار كوشين الدولي المطار الأول بالطاقة الشمسية بالكامل في العالم مع افتتاح محطة شمسية مخصصة. في 26 يوليو 2018، تم اختيار المطار للحصول على جائزة بطل الأرض المرموقة، وهو أعلى تكريم للبيئة تم تأسيسه من قبل الأمم المتحدة. حصل المطار على جائزة أفضل مطار في منطقة آسيا والمحيط الهادئ في عام 2020 (من 5 إلى 15 مليون مسافر سنويًا) من قبل مجلس المطارات الدولي.

## تاريخ
كانت المرافق الجوية الأصلية في كوتشي عبارة عن مطار ومهبط في جزيرة ويلينجدون، تم بناؤه في عام 1936 من قبل المقيمية البريطانية لمملكة كوتشي، والمخصصة لنقل المسؤولين البريطانيين المشاركين في تطوير ميناء كوشين. تم تحويل مهبط الطائرات إلى مطار عسكري من قبل البحرية الهندية خلال الحرب العالمية الثانية. اختارت البحرية الملكية موقعًا استراتيجيًا لمقرها في جنوب الهند وكمركبة هبوط ركاب في محطة جوية وقاعدة طائرات مائية. استضاف المرفق العسكري طائرات مقاتلة بحرية وكان يهدف إلى إحباط الغارات الجوية اليابانية المحتملة. أقامت وحدة بحرية صغيرة عملياتها قبل يومين فقط من اندلاع الحرب العالمية الثانية.
بعد استقلال الهند، قامت البحرية الهندية بتشغيل المطار، على الرغم من أنه سمح للطائرات المدنية باستخدام المنشأة. جعلت الازدهار الاقتصادي في الخليج في ثمانينيات القرن العشرين من الضروري تطوير النقل الدولي إلى كوتشي لصالح المغتربين العاملين في الشرق الأوسط.

## شركات الطيران والوجهات
| شركـات طيـران             | الوجهات |
| ------------------------- | --- |
| العربية للطيران           | مطار أبو ظبي الدولي، مطار الشارقة الدولي |
| طيران الهند               | مطار أنديرا غاندي الدولي، مطار دبي الدولي، مطار غاتويك، مطار تشاتراباتي شيفاجي الدولي |
| طيران الهند إكسبريس       | مطار أبو ظبي الدولي، مطار البحرين الدولي، مطار الملك فهد الدولي، مطار حمد الدولي، مطار دبي الدولي، مطار كاليكوت الدولي، مطار مسقط الدولي، مطار الملك خالد الدولي، مطار صلالة، مطار الشارقة الدولي |
| طيران آسيا                | مطار كوالالمبور الدولي |
| طيران أسيا الهند          | مطار كيمبيغودا الدولي، مطار أنديرا غاندي الدولي، Guwahati، Imphal، مطار نيتاجي سوبهاس شاندرا بوس الدولي |
| Akasa Air                 | مطار سردار فالابهبهاي باتل الدولي، مطار كيمبيغودا الدولي، مطار راجيف غاندي الدولي، مطار تشاتراباتي شيفاجي الدولي |
| Alliance Air ‏             | Agatti، مطار كيمبيغودا الدولي |
| باتيك إير ماليزيا         | مطار كوالالمبور الدولي |
| طيران الإمارات            | مطار دبي الدولي |
| الاتحاد للطيران           | مطار أبو ظبي الدولي |
| فلاي دبي                  | مطار دبي الدولي |
| طيران الخليج              | مطار البحرين الدولي |
| خطوط إنديقو               | مطار أبو ظبي الدولي، مطار سردار فالابهبهاي باتل الدولي، مطار البحرين الدولي، مطار كيمبيغودا الدولي، Bhopal، Bhubaneswar، مطار تشيناي الدولي، مطار الملك فهد الدولي، مطار أنديرا غاندي الدولي، مطار حمد الدولي، مطار دبي الدولي، مطار غوا الدولي، مطار راجيف غاندي الدولي، Kannur، مطار نيتاجي سوبهاس شاندرا بوس الدولي، مطار الكويت الدولي، مطار فيلانا الدولي، مطار تشاتراباتي شيفاجي الدولي، مطار مسقط الدولي، Patna، مطار بوني الدولي، Raipur، مطار تريفاندروم الدولي، مطار لال بهادور شاستري الدولي |
| طيران الجزيرة             | مطار الكويت الدولي |
| الخطوط الجوية الكويتية    | مطار الكويت الدولي |
| الخطوط الجوية الماليزية   | مطار كوالالمبور الدولي |
| جزر المالديف              | مطار فيلانا الدولي |
| الطيران العماني           | مطار مسقط الدولي |
| الخطوط الجوية القطرية     | مطار حمد الدولي |
| الخطوط السعودية           | مطار الملك عبد العزيز الدولي، مطار الملك خالد الدولي |
| الخطوط الجوية السنغافورية | مطار شانغي سنغافورة |
| سبايس جيت                 | مطار دبي الدولي |
| الخطوط الجوية السريلانكية | مطار باندارنيك الدولي |
| طيران آسيا (تايلاند)      | مطار دون موينغ |
| خطوط فيت جيت              | مطار تان سون نهات الدولي (تبدأ في 12 أغسطس 2023) |
| فيستارا                   | مطار أنديرا غاندي الدولي، مطار تشاتراباتي شيفاجي الدولي |

## إحصائيات
شاهد source Wikidata query and sources.
| السنة   | الركاب      | التغير  | عدد الرحلات | الشحن (طن) |
| ------- | ----------- | ------- | ----------- | ---------- |
| 2022-23 | 88,12,531   | ▲086.8% | 32,554      | 56,773     |
| 2021-22 | 47,17,777   | ▲091.9% | 22,929      | 55,484     |
| 2020-21 | 24,58,458   | ▼074.5% | 24,912      | غير معروف  |
| 2019-18 | 96,24,334   | ▼04.9%  | 66,106      | غير معروف  |
| 2018-19 | 1,02,01,089 | ▲00.75% | 71,057      | غير معروف  |
| 2017-18 | 1,01,72,839 | ▲013.6% | 68,772      | 76,274     |
| 2016-17 | 89,55,441   | ▲016.4% | 61,688      | 81,485     |
| 2015-16 | 77,49,901   | ▲021.0% | 56,180      | 79,233     |

## حوادث
- في 29 غشت 2011، كانت طائرة تابعة لطيران الخليج قادمة من البحرين في رحلتها رقم رقم GF270، وتحمل على متنها 137 مسافر، خرجت عن المدرج عند هبوطها في مطار كوتشين، وتعود أسباب هذا الحادث إلى سؤء أحوال الطقس والأمطار الغزيرة، لم ينتج عن هذا الحادث أي وفيات، ولكن بالمقابل نتج عنه العديد من الجرحى.[43]

## وصلات خارجية
- الموقع الرسمي